# El que més m'agrada són els monstres
My Favorite Thing Is Monsters és una novel·la gràfica en dos volums de l'autora estatunidenca Emil Ferris. El primer volum va ser editat el 2017 i la segona part va sortir a la venda el 2024, ambdós per Fantagraphics. S'ha publicat en català amb el títol El que més m'agrada són els monstres.
Es tracta del debut literari de Ferris, qui havia començat a treballar en el llibre 15 anys abans de ser publicat, quan es trobava convalescent per les seqüeles derivades de la febre del Nil occidental. La història tracta d'una jove, anomenada Karen Reyes, que investiga la mort del seu veí, i està ambientada a la Chicago dels anys 60. L'obra es basa en la infància de l'autora, qui va créixer en aquesta ciutat d'Illinois, i en el seu amor pels monstres i les obres de terror.
La novel·la gràfica va guanyar el premi Ignatz 2017 a la millor novel·la gràfica i dos premis Eisner 2018, a més de ser nominada al premi Hugo 2018. L'edició francesa va guanyar el Premi de la Crítica de l'ACBD i el Fauve D'Or al Festival Internacional del Còmic d'Angoulême 2019. El Saló Internacional del Còmic de Barcelona de 2019 va concedir-li el de Millor obra estrangera publicada a Espanya. My Favorite Thing Is Monsters ha rebut elogis de la crítica i és considerada per molts crítics com una de les millors novel·les gràfiques del 2017.
L'abril de 2023, Pantheon Books va adquirir els drets de la propera preqüela, que té com a títol provisional Records of the Damned.

## Trama
La trama principal gira al voltant de la misteriosa mort de la seva veïna, l’Anka Silverberg, una dona jueva que havia sobreviscut a l’Holocaust. Mentre Karen intenta resoldre el misteri com si fos una detectiu, va descobrint secrets foscos del passat de l’Anka i, alhora, va desvelant també tensions i veritats amagades dins la seva pròpia família.
El segon volum s'endinsa en els misteris que envolten el germà de la protagonista, en Deeze. També es revelen traumes de la Segona Guerra Mundial i casos de corrupció policial. Paral·lelament, Karen presencia esdeveniments històrics com la repressió de les protestes de la Convenció Nacional Demòcrata de 1968 al Grant Park de Chicago; i intentarà trobar-se a si mateixa en l'art.

## Producció

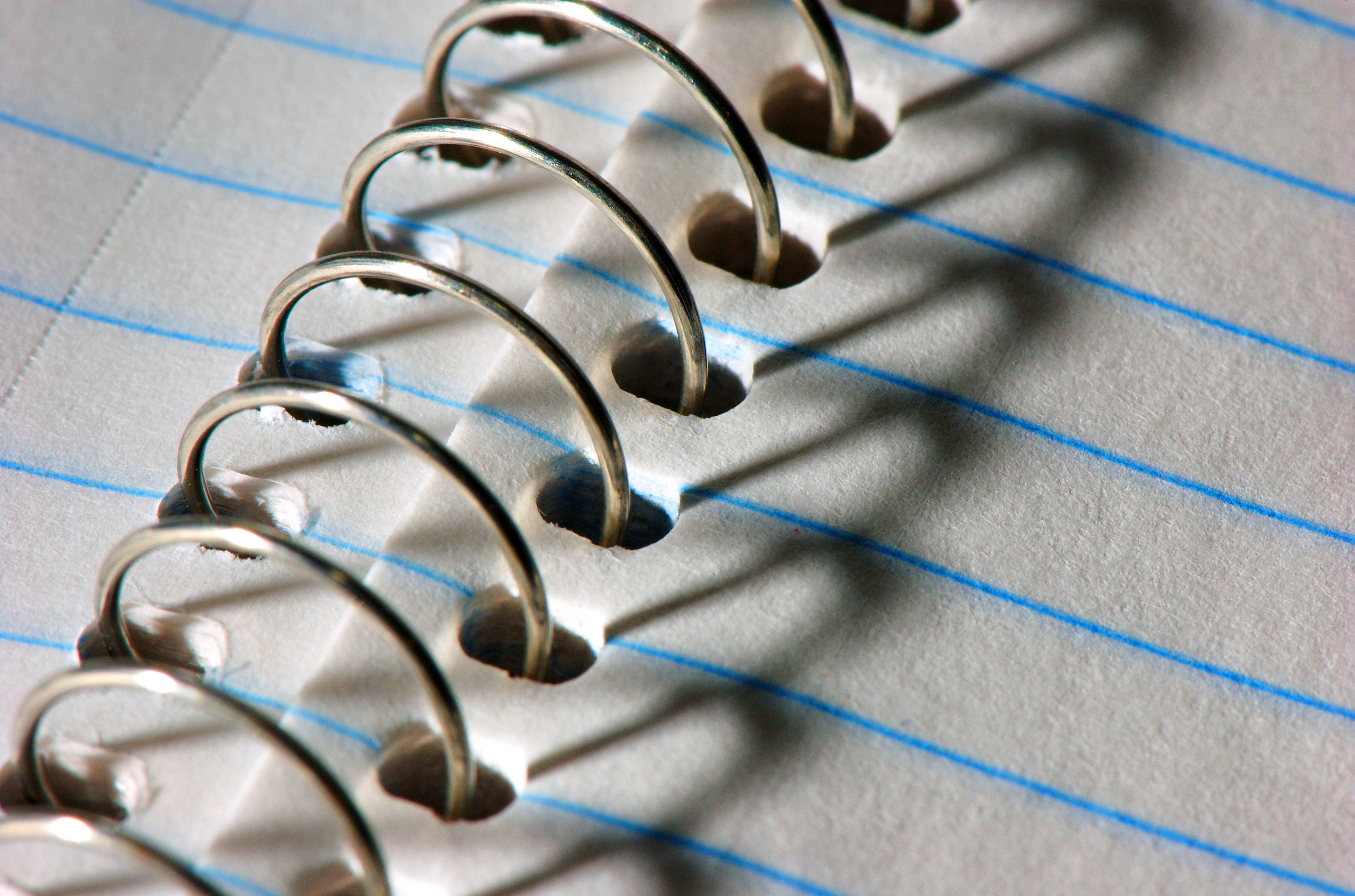
La novel·la gràfica es presenta com un diari personal, en un quadern d'espiral ratllat.

El 2002, amb 40 anys, Emil Ferris va ser contagiada del virus del Nil occidental per la picada d'un mosquit, i va quedar paralitzada de cintura cap avall i va perdre l'ús de la mà dreta. Això va impedir-li continuar treballant com a il·lustradora i dissenyadora freelance. Va aprofitar la convalescència per a escriure un guió sobre una jove licantropa lesbiana i el seu protector amic, un Frankenstein trans. El 2004 va reescriure el text, convertint-lo en una novel·la curta. Va trigar anys en recuperar la mobilitat i en reaprendre a dibuixar.
El 2010 va matricular-se en un MFA d'escriptura creativa i, pel treball de final de màster, va decidir readaptar el seu relat en un còmic. El resultat va ser esperançador: va dibuixar les primeres 24 pàgines de My Favorite Thing Is Monsters i va signar un contracte editorial. Ferris treballava sovint 16 hores diàries i avançava a un ritme mitjà d'una pàgina cada dos dies. L'autora ha explicat que, fins i tot després de la recuperació, no va recobrar la mateixa destresa. Sis anys després d'iniciar el projecte, va enllestir el manuscrit del primer volum.
My Favorite Thing Is Monsters es va dibuixar principalment amb bolígrafs Bic i el text es va escriure amb el retolador Flair de Paper Mate. La presentació de la novel·la gràfica com un diari enquadernat en espiral va ser un aspecte autobiogràfic, que evoca la seva etapa escolar. Ferris va evitar l'ús de vinyetes perquè sentia que necessitava llibertat creativa i que els lectors necessitaven una experiència visualment densa.

## Influències

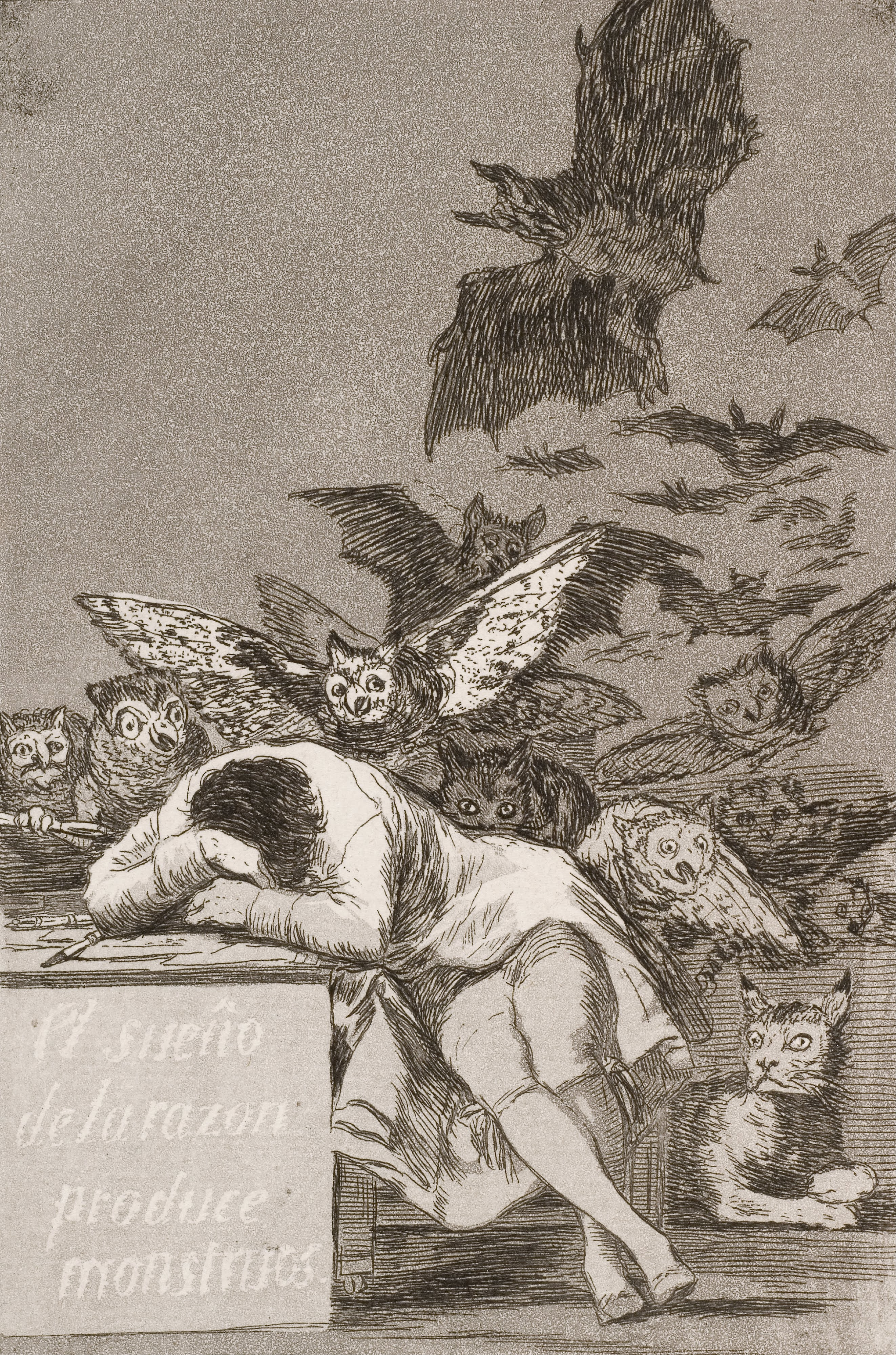
Francisco de Goya va ser una influència infantil per a Ferris. A la imatge hi ha l'aiguafort El son de la raó produeix monstres..

Molts aspectes de la novel·la gràfica estan inspirats en la infància de Ferris. L'autora estava obsessionada amb els monstres quan era petita, i esperava amb impaciència les pel·lícules de terror que s'emetien les nits de dissabte per televisió. Ferris, que patia d'escoliosi, acostumava a explicar històries de terror als seus amics. El fet que Karen, la protagonista d'El que més m'agrada són els monstres, sigui representada com una licantropa, és un reflex de la visió que Ferris tenia d'ella mateixa envers la pressió social que patia la seva mare. La novel·la gràfica està ambientada a Chicago a finals dels anys 60, la ciutat natal de l'autora. Els seus pares eren tots dos artistes, i sovint visitava amb ells l'Institut d'Art de Chicago, que també apareix al llibre. També hi apareix l'estàtua Silencia Etern, que es troba al cementiri de Graceland, molt a prop d'on ella va fer teatre infantil. Al barri on va viure de nena, Ferris va conèixer diversos supervivents de l'Holocaust, formant una connexió entre les seves experiències i la trama del llibre.
Pel que fa a les influències artístiques, de ben jove va conèixer les obres de Francisco de Goya i d'Honoré Daumier, així com l'obra de Dickens il·lustrada a Collier's. Els dibuixos «articulats i atmosfèrics» d'aquest últim van ser una experiència que Ferris va voler replicar. Els dibuixants que la van inspirar són Robert Crumb, Alison Bechdel i Art Spiegelman. També ha citat pòsters de pel·lícules de terror i històries d'EC Comics.

## Publicació

### Primer volum
Mentre es trobava a la meitat del treball a My Favorite Thing Is Monsters, Ferris va haver de trobar una nova editorial després que la primera, Other Press, va dir-li que la novel·la era massa llarga i que no la podrien comercialitzar correctament. Després de ser rebutjada per 48 editores més, Fantagraphics va acceptar el projecte, però dividint-la en dos volums per mantenir un preu de venda raonable. La publicació es va fixar per al 31 d'octubre de 2016, coincidint amb Halloween. Poques setmanes abans, el vaixell que contenia la tirada de la novel·la gràfica, 10.000 còpies, va ser confiscat al Canal de Panamà per la fallida de la naviliera Hanjin Shipping. Això va obligar a l'editorial a ajornar el llançament fins al 14 de febrer de 2017. El març de 2017, la novel·la gràfica va rebre una segona tirada de 30.000 exemplars, la segona impressió més gran que Fantagraphics havia fet mai. Aquell mateix mes, Sony Pictures va guanyar la puja pels drets cinematogràfics del llibre, amb Sam Mendes com una de les primeres bases per a dirigir-ne l'adaptació.
La novel·la també ha estat publicada a França, per Monsieur Toussaint Louverture; al Canadà, en francès, per Éditions Alto; a Itàlia, per Bao Publishing; a Alemanya, per Panini; a la Xina, per ; i a Espanya, en castellà, per Reservoir Books. L'any 2024, l'Editorial Finestres va llançar-ne la versió en català.

### Segon volum
L'acord signat entre Fantagraphics i Ferris establia que els dos volums sortirien a la venda l'octubre de 2016 i el juliol de 2017, respectivament. L'enrenou provocat per l'endarreriment en el llançament del primer, l'editorial va anunciar que ajornaria la publicació de la segona part. L'autora va avisar que repassaria els dibuixos. Ferris no va acomplir el termini d'entrega establert, adduint problemes de salut. Més tard, va entrar en disputes amb l'editorial: d'una banda, creia que Fanta havia incomplert els terminis de llicència de l'obra a l'estranger i no havia liquidat convenientment els drets d'autor; i d'altra, considerava que el contracte no era clar respecte a les condicions de publicació de la segona part. El 2021, ambdues parts van entrar en un procés legal, que va finalitzar amb un acord extrajudicial l'any 2023.
Conforme al nou pacte, Ferris va entregar l'original a Fanta, que va posar-lo a la venda el primer semestre de 2024.

## Crítica literària

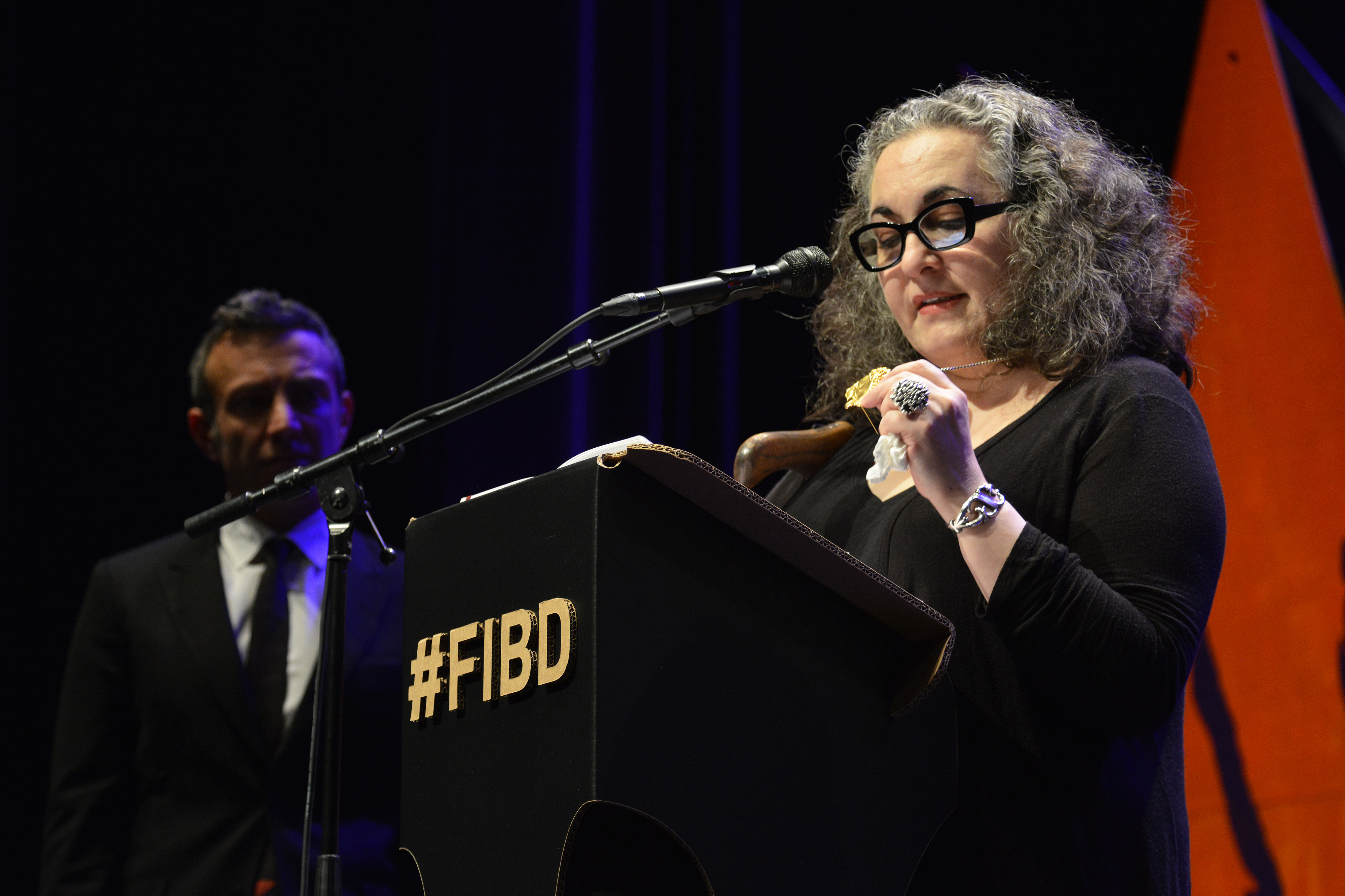
Ferris al Festival d'Angulema, on va rebre el Fauve d'Or per El que més m'agrada són els monstres.

El que més m'agrada són els monstres ha estat aclamat pels crítics, que han destacat la qualitat artística i l'escriptura de Ferris, tenint en compte la inexperiència en l'edició de còmics. Douglas Wolk, de The New York Times, va dir que Ferris té «l'habilitat d'una retratista amb petites subtileses d'expressió i il·luminació i l'ull d'una nova objectivista, per la cruesa grotesca dels cossos i el seu entorn». La novel·la gràfica també ha estat rebuda positivament per altres dibuixants notables. Art Spiegelman va dir a The New York Times que Ferris és «una de les autores més importants del nostre temps» i que «utilitza la idea del quadern com una manera de canviar la gramàtica i la sintaxi de la pàgina de còmics». La portada de la novel·la inclou elogis de Chris Ware i Alison Bechdel.
Paul Tumey, de The Comics Journal, va comparar la trama creuada emprada per «delinear de manera vívida formes detallades i evocar una àmplia paleta d'emocions» amb el treball de Robert Crumb, i va comparar la novel·la gràfica amb un edredó de retalls «estrany, únic, fet amb amor i devoció». Oliver Sava de The A.V. Club la va qualificar d'obra mestra, dient que es destaca de les novel·les gràfiques contemporànies pel seu «esplendor visual, enginy narratiu i impacte emocional», i va concloure que «Ferris s'ha situat immediatament com un dels talents més emocionants i provocadors de la indústria del còmic». John Powers de NPR va dir que «malgrat tota la seva força estilística, My Favorite Thing Is Monsters està ple d'emoció», trobant que «cada pàgina sembla que hagi manat del fons mateix de l'ànima [de Ferri]».

## Premis
El que més m'agrada són els monstres va entrar en la llista de les novel·les gràfiques més venudes de Publishers Weekly. L'obra va ser nominada en 3 categories dels Premis Ignatz de 2017 —millor artista, obra i guió—, guanyant-ne les dues darreres. La novel·la va ser nominada a 5 premis Eisner de 2018 —millor àlbum, artista, dibuixos, lletres i disseny. Va guanyar els de millor àlbum gràfic, millor autor i millor dibuixos. També va ser nominada al premi Hugo a la millor història gràfica el 2018. L'obra va guanyar un Premi Division de la National Cartoonists Society, el premi de la categoria Novel·la Gràfica LGBTQ als 30è Premis Literaris Lambda del 2018, el Premi de la crítica 2019 de l'ACBD, i el Fauve d'Or al Festival del Còmic d'Angulema 2019. El Saló Internacional del Còmic de Barcelona de 2019 va concedir-li el de Millor obra estrangera publicada a Espanya.
La novel·la gràfica ha estat considerada per molts crítics com una de les millors del 2017, com ara The New York Times, Publishers Weekly, Comic Book Resources, The A.V. Club, o The Comics Journal.